# Jūjeng
Jūjeng (persiska: جوجنگ) är ett samhälle i Iran.   Det ligger i provinsen Kerman, i den sydöstra delen av landet, 900 km sydost om huvudstaden Teheran. Jūjeng ligger 2 615 meter över havet och antalet invånare är 121.
Terrängen runt Jūjeng är kuperad söderut, men norrut är den platt.Runt Jūjeng är det glesbefolkat, med 12 invånare per kvadratkilometer. Närmaste större samhälle är Kharmandeh, 5,5 km nordost om Jūjeng. Omgivningarna runt Jūjeng är i huvudsak ett öppet busklandskap.